# Старая Пырма
 Старая Пырма — деревня в составе Кочкуровского сельского поселения в Кочкуровском районе республики Мордовия.

## География
Находится у реки Пырма на расстоянии примерно 4 километра по прямой на юг от районного центра села Кочкурово.

## История
Деревня известна с 1869 года, когда была учтена как казенная деревня Саранского уезда из 190 дворов.

## Население
Постоянное население составляло 63 человека (мордва 97 %) в 2002 году, 28 в 2010 году.